# 대구신암초등학교
대구신암초등학교는 대한민국 대구광역시 북구 대현동에 있는 공립 초등학교로, 경북대학교 정문 남쪽에 있다.
개교 당시에는 교명과 같이 소재지가 동구 신암동이었으나, 1975년 10월 1일 신암동의 일부 지역이 대현동으로 분리됨과 동시에 북구로 편입됨에 따라 현재 소재지는 북구 대현동이다. 학교 바로 길 건너편이 동구 신암1동이다.

## 학교 연혁
- 1949-11-03 대구신암공립국민학교 개교
- 1975-10-01 학교 소재지 변경 (동구 신암동 → 북구 대현동)
- 1996-03-01 교명 변경 (대구신암초등학교)
- 2002-09-05 새암터 건물 신축(체육관, 도서관)
- 2006-09-26 신암 역사관 개관
- 2007-02-09 인조잔디 운동장 준공
- 2007-08-31 교육복지실 설치
- 2009-08-31 영어체험실 설치
- 2010-03-01 과학실 현대화 사업
- 2011-02-07 학습준비물실, 자료실 설치
- 2011-08-13 Wee 클래스 설치
- 2011-09-08 새암마루 설치
- 2011-12-16 서관 시청각실 준공
- 2012-01-05 운동장 놀이시설 준공
- 2012-03-08 배움터 지킴이 초소 설치
- 2014-01-06 학교공원 조성
- 2014-02-24 인조잔디구장 보수 및 트랙 설치.

## 학교 상징
- 교화 - 장미 : 장미는 그 모양이 아름다워 꽃 중의 꽃으로 불리는 것으로, 본교가 으뜸가는 학교로 성장한다는 것을 의미한다.
- 교목 - 향나무 : 향나무는 사철 푸르고, 향기가 그윽하여 특히 조상의 얼이 담긴 나무로, 본교의 어린이가 이러한 숭고한 뜻을 받들어 나날이 발전한다는 의미이다.

## 같이 보기
- 대구신암초등학교 축구단

## 참고 자료
- 대구신암초등학교 - 한국교육학술정보원 학교알리미